# Jurgen Van den Broeck
Jurgen Van den Broeck (ur. 1 lutego 1983 w Herentals) – belgijski kolarz szosowy, były zawodnik profesjonalnej grupy Team LottoNL-Jumbo. Mistrz świata juniorów w jeździe indywidualnej na czas. W 2017 roku zakończył sportową karierę.
Największym sukcesem kolarza było czwarte miejsce w największym wyścigu wieloetapowym na świecie Tour de France w 2012 roku.

## Najważniejsze zwycięstwa i sukcesy
2001
- 1. miejsce w mistrzostwach świata (juniorzy, jazda ind. na czas)

2004
- 6. miejsce w Belgium Tour

2005
- 8. miejsce w Eneco Tour

2008
- 7. miejsce w Giro d’Italia

2009
- 15. miejsce w Tour de France

2010
- 4. miejsce w Critérium du Dauphiné
- 5. miejsce w Tour de France

2011
- 2. miejsce w Vuelta a Andalucía
- 1. miejsce na 1. etapie Critérium du Dauphiné
- 8. miejsce w Vuelta a España

2012
- 3. miejsce w Volta a Catalunya
- 5. miejsce w Critérium du Dauphiné
- 4. miejsce w Tour de France

2013
- 2. miejsce w Vuelta a Andalucía
- 9. miejsce w Volta a Catalunya
- 7. miejsce w Tour de Romandie

2014
- 3. miejsce w Critérium du Dauphiné

2015
- 1. miejsce w mistrzostwach Belgii (jazda indywidualna na czas)